# Аса (цар Юдеї)
А́са — третій цар Юдейського царства з 913 по 873 р. до н. е. , наступник свого батька Авії.
На відміну від свого батька Авії, Аса був вірний єдиному Богу. Перша частина його правління позначені пробудженням релігійного руху у Юдеї. Вівтарі іншим богам були зруйновані. Він позбавив всіх титулів навіть свою бабцю Мааху, за те, що вона зробила подобу Ашери. У цей час відбулося протистояння двох царств — північного (Ізраїля) під керівництвом Вааси та південного (Юдеї) під Асою. Вааса заходився будувати місто Раму у 8 км на північ від Єрусалиму, щоб перерізати торгові шляхи, що зв'язують Юдею з Ізраїлем та іншими північними країнами. Тоді юдейський цар Аса зібрав все золото Єрусалимського храму і віддав його сирійському цареві в обмін на союз з сирійцями проти ізраїльтян. Бен-Гадад погодився і напав на північні області Ізраїлю. Вааса змушений був кинути будівництво і відвести армію в Тірцу. Користуючись цим, Аса наказав забрати всі будівельні матеріали, приготовані для будівництва Рами, і побудувати з них два міста: Гебу (Геву) і Міцпу (Міцпи) (2 Хр. 16:6).
Пророк Ханані критикував Асу за його покладання на союз з сирійським царем, оскільки це не було добрим в Божих очах і через це будуть у нього війни. Тоді Аса наказав ув'язнити пророка і був великий гнів за те на нього.
«Тридцять дев'ятого року свого царювання занедужав Аса на ноги, й ця недуга стала вельми тяжкою, але він і у своїй недузі шукав не Господа, а лікарів. І спочив Аса зо своїми батьками, помер на сорок першому році свого царювання.» (2 Хр. 16:12-13). Похований в Місті Давида.